# Jeremiah S. Chechik
Jeremiah S. Chechik (nascido em 1951 em Montreal, Quebec, Canadá) é o  diretor de filmes como National Lampoon's Christmas Vacation, Benny & Joon, Diabolique e The Avengers.
Chechik foi nomeado como Pior Diretor nos prêmios de 1998 do Framboesa de Ouro para The Avengers mas perdeu para Gus Van Sant e seu remake de Psycho.
Em 2007, Chechik dirigiu todos os episódios de The Bronx is Burning. Ele e o produtor Michael Birnbaum compraram os direitos de filmagem para House of Night dos autores P. C. Cast e sua filha Kristin Cast em 17 de novembro de 2008.
Seu filme The Right Kind of Wrong foi exibido na seção Gala Presentation em 2013 no Festival Internacional de Cinema de Toronto.